# Denise Ho

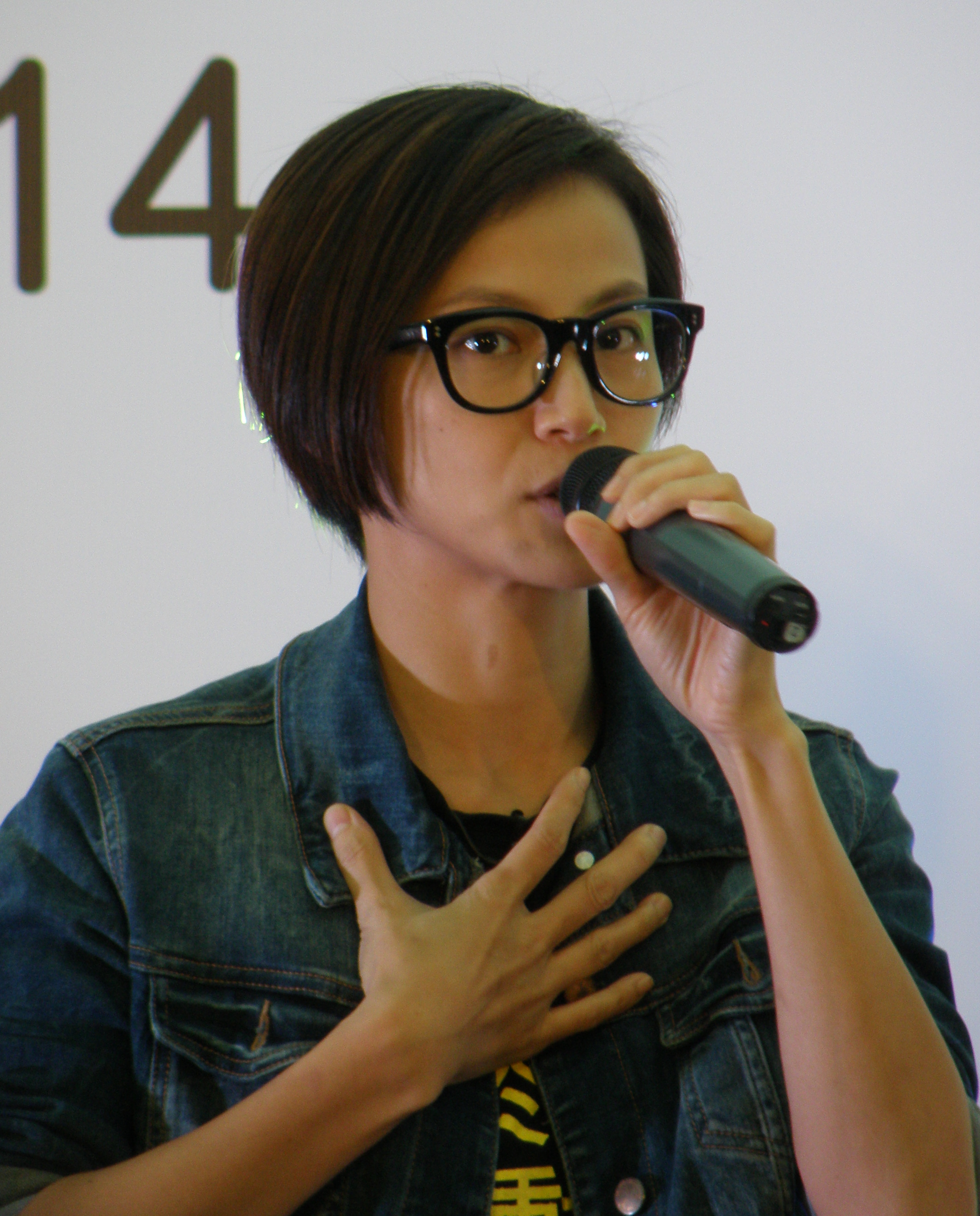
Denise Ho während der Proteste in Hongkong 2014

Denise Ho Wan-see, auch bekannt als HOCC (* 10. Mai 1977 in Hongkong), ist eine in Hongkong lebende Cantopop-Sängerin und Schauspielerin sowie eine Aktivistin für Demokratie und LGBT-Rechte.

## Leben
1988 zog Denise Ho im Alter von 11 Jahren mit ihren Eltern von Hongkong nach Montreal. 19-jährig kehrte sie zurück nach Hongkong, um an einem Talentwettbewerb im Fernsehen teilzunehmen. Sie gewann und blieb in der Stadt. Im weiteren Verlauf begann eine enge Zusammenarbeit mit Anita Mui. Sie brachte mehrere Alben heraus und war zudem in mehreren Filmen als Schauspielerin tätig. Im Jahr 2012 hatte sie an der Hong Kong Pride Parade ihr Coming-out als Lesbe. Im Jahr 2014 erklärte sie ihre Unterstützung für die die Regenschirmbewegung Hongkong und trat in einem Solidaritätskonzert auf. In China wurde ihre Musik daraufhin auf die schwarze Liste gesetzt. Ihre Lieder verschwand aus allen Streamingdiensten. Seither produziert sie ihre Musik, entwickelt Marketingstrategien und plant ihre Konzerte selbst.
Am 8. Juli 2019 sprach Ho vor dem Menschenrechtsrat der Vereinten Nationen. Sie forderte die Vereinten Nationen (UN) und die internationale Gemeinschaft auf, die Menschen in Hongkong vor Verletzungen ihrer Freiheiten zu schützen, und forderte die Vereinten Nationen auf, China von den Protestierenden fernzuhalten. Laut Ho hat sich China an Entführungen beteiligt, Aktivisten inhaftiert, demokratiefreundliche Gesetzgeber disqualifiziert und das allgemeine Wahlrecht eingeschränkt.

## Diskographie
- Free Love (2002)
- Dress Me Up! (2003)
- Glamorous (2005)
- Butterfly Lovers (2005)
- Our Time Has Come (2006)
- What Really Matters (2007)
- Ten Days in the Madhouse (2008)
- Heroes (2009)
- Wu Ming. Shi (無名·詩; 2010)
- Awakening (2011)
- Coexistence (2013)
- Recollections (2013)

## Filmographie
- 1998: Rumble Ages (烈火青春)
- 1999: Anti-Crime Squad (反黑先鋒) als 單解心
- 2000: The Slayer of Demons (妖怪傳)
- 2003: 1:99
- 2003: Naked Ambition (豪情)
- 2003: Anna in Kungfuland (安娜與武林)
- 2003: Hidden Track (尋找周杰倫)
- 2004: Shanghai Legend (上海灘之俠醫傳奇)als 江雪
- 2006: Superstition
- 2007: The Simpsons Movie (阿森一族大電影)
- 2008: Kung Fu Panda (功夫熊貓)
- 2009: Look for a Star (游龍戲鳳)
- 2010: 72 Tenants of Prosperity
- 2010: Merry-Go-Round
- 2010: O.L. Supreme (女王辦公室) als Music Miu 繆惜之
- 2011: Kung Fu Panda (功夫熊貓)
- 2011: Life Without Principle (奪命金)
- 2012: I Love Hong Kong 2012 (2012我愛HK 喜上加囍)
- 2013: Young and Dangerous: Reloaded